# 泰勒级数
在数学中，泰勒级数（英語：Taylor series，Taylor expansion）用无限项连加式——级数来表示一个函数，这些相加的项由函数在某一点的导数求得。泰勒级数是以于1715年发表了泰勒公式和泰勒展開的英國数学家布魯克·泰勒（Sir Brook Taylor）来命名的。通过函数在自变量零点的导数求得的泰勒级数又叫做麦克劳林级数（英語：Maclaurin series），以苏格兰数学家科林·麦克劳林（Colin Maclaurin）的名字命名。
拉格朗日在1797年之前，最先提出帶有餘項的現在形式的泰勒定理。实际应用中，泰勒级数需要截断，只取有限项，可以用泰勒定理估算这种近似的误差。一个函数的有限项的泰勒级数叫做泰勒多项式。一个函数的泰勒级数是其泰勒多项式的极限（如果存在极限）。即使泰勒级数在每点都收敛，函数与其泰勒级数也可能不相等。在开区间（或复平面上的开区间）上，与自身泰勒级数相等的函数称为解析函数。

## 定义
在数学上，对于一个在实数或复数{\displaystyle a}邻域上，以实数作为变量或以复数作为变量的函数，并且是无穷可微的函数{\displaystyle f(x)}，它的泰勒级数是以下这种形式的幂级数：
{\displaystyle \sum _{n=0}^{\infty }{\cfrac {f^{(n)}(a)}{n!}}(x-a)^{n}}
这里，{\displaystyle n!}表示{\displaystyle n}的阶乘，而{\displaystyle f^{(n)}(a)\,\!}表示函数{\displaystyle f}在点{\displaystyle a}处的{\displaystyle n}阶导数。如果{\displaystyle a=0}，也可以把这个级数称为麦克劳林级数。

## 解析函數

柯西在1823年指出函數在无法被解析。

如果泰勒级数对于区间{\displaystyle (a-r,a+r)}中的所有{\displaystyle x}都收敛并且级数的和等于{\displaystyle f(x)}，那么我们就称函数{\displaystyle f(x)}为解析形的函数（analytic）。一个函数当且仅当（简单地说，“只有在且只要在”）能够被表示为幂级数的形式时，才是解析形的函数。通常会用泰勒定理来估计级数的餘项，这样就能够确定级数是否收敛于{\displaystyle f(x)}。上面给出的幂级数展开式中的系数正好是泰勒级数中的系数。
以下三个事实可以说明为什么泰勒级数是十分重要的：
1. 可以逐项对幂级数的计算微分和积分，因此求和函数相对比较容易。
2. 数学家因此能够在复数平面上研究函数，因为一个解析函数，也可以被定义为在复平面中一个开放的区间内的解析函数(在区间内每一个点上都能被微分的函数)。
3. 可用泰勒级数估计，在某一点上函数会计算出什么值。

对于一些无穷的可以被微分函数{\displaystyle f(x)}，虽然它们的展开式会收敛，但是并不等于{\displaystyle f(x)}。例如，分段函数{\displaystyle f(x)=\exp \left(-{\cfrac {1}{x^{2}}}\right)}，如果{\displaystyle x\neq 0}并且{\displaystyle f(0)=0}，则{\displaystyle x=0}时所有的导数都为零，所以这个{\displaystyle f(x)}的泰勒级数为零，且其收敛半径为无穷大，不过函数{\displaystyle f(x)}仅在{\displaystyle x=0}处为零。但是，在以复数作为变量的函数中这个问题并不存在，因为当{\displaystyle z}沿虚轴趋于零，{\displaystyle \exp \left(-{\cfrac {1}{z^{2}}}\right)}并不趋于零。
如果一个函数在某处引发一个奇点，它就无法被展开为泰勒级数，不过如果变量{\displaystyle x}是负指数幂的话，我们仍然可以将其展开为一个级数。例如，虽然在{\displaystyle x=0}的时候，{\displaystyle f(x)=\exp \left(-{\cfrac {1}{x^{2}}}\right)}会引发奇点，但仍然能够把这个函数展开为一个洛朗级数。
最近，专家们发现了一个用泰勒级数来求解微分方程的方法——Parker-Sochacki method。用皮卡反覆運算便可以推导出这个方法。

## 常用的函数:麦克劳林級數

在复平面上餘弦函數的實數部分。

在复平面上餘弦函數的第八度逼近

兩個以上的曲線放在一起

下面我们给出了几个重要的麦克劳林级数。当变量{\displaystyle x}是复数时，这些等式依然成立。

### 几何级数
由无穷递缩等比数列求和式:{\displaystyle {\cfrac {1}{1-x}}=\sum _{n=0}^{\infty }x^{n}=1+x+x^{2}+\cdots +x^{n}+\cdots \quad \forall x:\left|x\right|<1}

### 二项式级数
{\displaystyle (1+x)^{\alpha }=\sum _{n=0}^{\infty }{\binom {\alpha }{n}}x^{n}=1+\alpha x+{\cfrac {\alpha (\alpha -1)}{2!}}x^{2}+\cdots +{\cfrac {\alpha (\alpha -1)\cdots (\alpha -n+1)}{n!}}x^{n}+\cdots }
{\displaystyle \forall x:\left|x\right|<1,\forall \alpha \in \mathbb {C} }
廣義二项式系数{\displaystyle {\binom {\alpha }{n}}=\prod _{k=1}^{n}{\frac {\alpha -k+1}{k}}={\frac {\alpha (\alpha -1)\cdots (\alpha -n+1)}{n!}}}。

### 指数函数和自然对数
以{\displaystyle e}为底数的指数函数的麦克劳林級數是
{\displaystyle e^{x}=\sum _{n=0}^{\infty }{\cfrac {x^{n}}{n!}}=1+x+{\cfrac {x^{2}}{2!}}+{\cfrac {x^{3}}{3!}}+\cdots +{\cfrac {x^{n}}{n!}}+\cdots \quad \forall x} （对所有{\displaystyle x}都成立）
以{\displaystyle e}为底数的自然对数的麦克劳林級數是
{\displaystyle \ln(1-x)=-\sum _{n=1}^{\infty }{\frac {x^{n}}{n}}=-x-{\frac {x^{2}}{2}}-{\frac {x^{3}}{3}}-\cdots \quad \forall x\in [-1,1)} （对于在区间[-1,1)内所有的{\displaystyle x}都成立）
{\displaystyle \ln(1+x)=\sum _{n=1}^{\infty }{(-1)^{n+1}}{\cfrac {x^{n}}{n}}=x-{\cfrac {x^{2}}{2}}+{\cfrac {x^{3}}{3}}-\cdots +(-1)^{n+1}{\cfrac {x^{n}}{n}}+\cdots \quad \forall x\in (-1,1]} （对于在区间(-1,1]内所有的{\displaystyle x}都成立）

### 三角函数
常用的三角函数可以被展开为以下的麦克劳林級數：
{\displaystyle {\begin{aligned}\sin x&=\sum _{n=0}^{\infty }{\cfrac {(-1)^{n}}{(2n+1)!}}x^{2n+1}&&=x-{\cfrac {x^{3}}{3!}}+{\cfrac {x^{5}}{5!}}-\cdots &&\forall x\\[6pt]\cos x&=\sum _{n=0}^{\infty }{\cfrac {(-1)^{n}}{(2n)!}}x^{2n}&&=1-{\cfrac {x^{2}}{2!}}+{\frac {x^{4}}{4!}}-\cdots &&\forall x\\[6pt]\tan x&=\sum _{n=1}^{\infty }{\frac {B_{2n}(-4)^{n}\left(1-4^{n}\right)}{(2n-1)!}}x^{2n-1}&&=x+{\cfrac {x^{3}}{3}}+{\cfrac {2x^{5}}{15}}+\cdots &&\forall x:|x|<{\cfrac {\pi }{2}}\\[6pt]\sec x&=\sum _{n=0}^{\infty }{\cfrac {(-1)^{n}E_{2n}}{(2n)!}}x^{2n}&&=1+{\cfrac {x^{2}}{2}}+{\frac {5x^{4}}{24}}+\cdots &&\forall x:|x|<{\cfrac {\pi }{2}}\\[6pt]\arcsin x&=\sum _{n=0}^{\infty }{\cfrac {(2n)!}{4^{n}(n!)^{2}(2n+1)}}x^{2n+1}&&=x+{\cfrac {x^{3}}{6}}+{\frac {3x^{5}}{40}}+\cdots &&\forall x:|x|\leq 1\\[6pt]\arccos x&={\cfrac {\pi }{2}}-\arcsin x\\&={\cfrac {\pi }{2}}-\sum _{n=0}^{\infty }{\cfrac {(2n)!}{4^{n}(n!)^{2}(2n+1)}}x^{2n+1}&&={\cfrac {\pi }{2}}-x-{\cfrac {x^{3}}{6}}-{\cfrac {3x^{5}}{40}}+\cdots &&\forall x:|x|\leq 1\\[6pt]\arctan x&=\sum _{n=0}^{\infty }{\cfrac {(-1)^{n}}{2n+1}}x^{2n+1}&&=x-{\frac {x^{3}}{3}}+{\cfrac {x^{5}}{5}}-\cdots &&\forall x:|x|\leq 1,\ x\neq \pm i\end{aligned}}}
在{\displaystyle \tan(x)}展开式中的Bk是伯努利数。在{\displaystyle \sec(x)}展开式中的Ek是欧拉数。

### 双曲函数
{\displaystyle \sinh x=\sum _{n=0}^{\infty }{\frac {1}{(2n+1)!}}x^{2n+1}\quad \forall x}
{\displaystyle \cosh x=\sum _{n=0}^{\infty }{\frac {1}{(2n)!}}x^{2n}\quad \forall x}
{\displaystyle \tanh x=\sum _{n=1}^{\infty }{\frac {B_{2n}4^{n}(4^{n}-1)}{(2n)!}}x^{2n-1}\quad \forall x:\left|x\right|<{\frac {\pi }{2}}}
{\displaystyle \sinh ^{-1}x=\sum _{n=0}^{\infty }{\frac {(-1)^{n}(2n)!}{4^{n}(n!)^{2}(2n+1)}}x^{2n+1}\quad \forall x:\left|x\right|<1}
{\displaystyle \tanh ^{-1}x=\sum _{n=0}^{\infty }{\frac {1}{2n+1}}x^{2n+1}\quad \forall x:\left|x\right|<1}
{\displaystyle \tanh(x)}展开式中的Bk是伯努利数。

### 朗伯W函数
{\displaystyle W_{0}(x)=\sum _{n=1}^{\infty }{\frac {(-n)^{n-1}}{n!}}x^{n}\quad \forall x:\left|x\right|<{\frac {1}{e}}}

## 多元函数的展开
泰勒级数可以推广到有多个变量的函数：
{\displaystyle \sum _{n_{1}=0}^{\infty }\cdots \sum _{n_{d}=0}^{\infty }{\frac {\partial ^{n_{1}+\cdots +n_{d}}}{\partial x_{1}^{n_{1}}\cdots \partial x_{d}^{n_{d}}}}{\frac {f(a_{1},\cdots ,a_{d})}{n_{1}!\cdots n_{d}!}}(x_{1}-a_{1})^{n_{1}}\cdots (x_{d}-a_{d})^{n_{d}}}

## 历史
希腊哲学家芝诺在考虑了利用无穷级数求和来得到有限结果的问题，得出不可能的结论 - 芝诺悖论。后来，亚里士多德对芝诺悖论在哲学上进行了反驳，但德谟克利特以及后来的阿基米德进行研究，此部分数学内容才得到解决。 正是用了阿基米德的穷竭法才使得一个无穷级数被逐步的细分，得到了有限的结果。几个世纪之后，中国数学家刘徽也独立提出了类似的方法。
进入14世纪，马德哈瓦最早使用了泰勒级数以及相关的方法。尽管他的数学著作没有流传下来，但后来印度数学家的著作表明他发现了一些特殊的泰勒级数，这些级数包括正弦、余弦、正切、和反正切三角函数等等。之后，喀拉拉学派在他的基础上进行了一系列的延伸与合理逼近，这些工作一直持续到16世纪。
到了17世纪，詹姆斯·格雷果里同样继续着这方面的研究并且发表了若干麦克劳林级数。但是直到1715年，布鲁克·泰勒 提出了一个通用的方法来构建适用于所有函数的此类列级数。这就是后来被人们所熟知的泰勒级数。
麦克劳林级数是泰勒级数的特例，是爱丁堡大学的科林·麦克劳林教授在18世纪发表的，并以其名字命名。

## 與牛頓插值公式的淵源

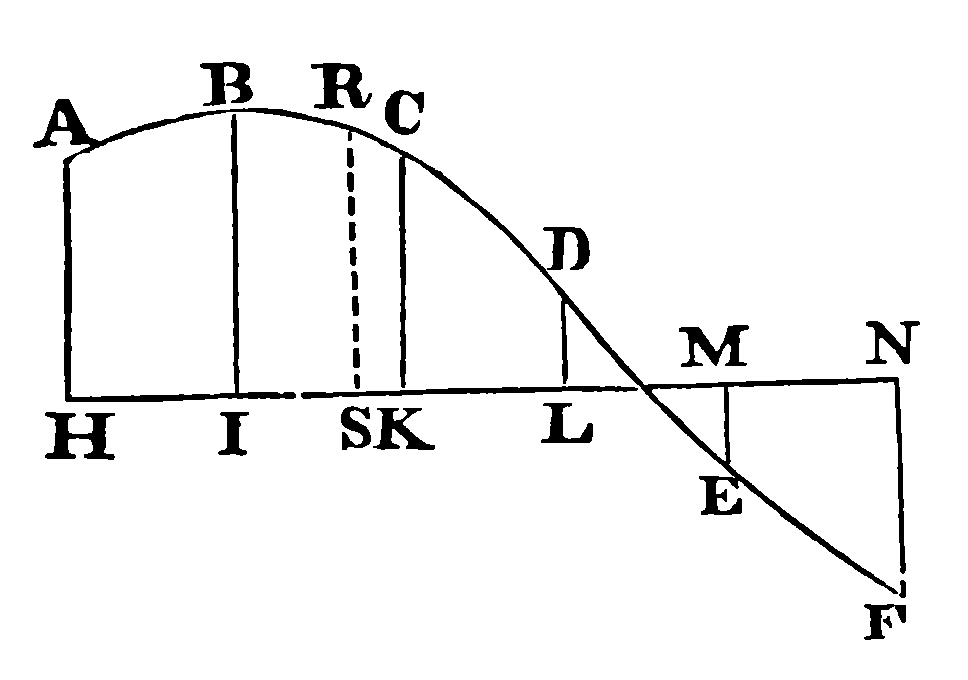
《自然哲學的數學原理》的第三編“宇宙體系”的引理五的图例。這裡在橫坐標上有6個點H,I,K,L,M,N，對應著6個值A,B,C,D,E,F，生成一個多項式函數對這6個點上有對應的6個值，計算任意點S對應的值R。牛頓給出了間距為單位值和任意值的兩種情況。

牛頓插值公式也叫做牛頓級數，由“牛頓前向差分方程”的項組成，得名於伊薩克·牛頓爵士，最早发表为他在1687年出版的《自然哲學的數學原理》中第三編“宇宙體系”的引理五，此前詹姆斯·格雷果里於1670年和牛頓於1676年已經分別獨立得出這個成果。一般稱其為連續“泰勒展開”的離散對應。

### 差分
對於x值間隔為非一致步長，牛頓計算均差，對x值間隔為單位步長1或一致但非單位量的情況，計算差分，前向差分的定義為：
{\displaystyle {\begin{aligned}\Delta _{h}^{1}[f](x)&=f(x+h)-f(x)\\\Delta _{h}^{n}[f](x)&=\Delta _{h}^{n-1}[f](x+h)-\Delta _{h}^{n-1}[f](x)\\\end{aligned}}}

### 插值公式
牛頓前向差分插值公式為：
{\displaystyle {\begin{aligned}f(x)&=f(a)+{\cfrac {x-a}{h}}\left(\Delta _{h}^{1}[f](a)+{\frac {x-a-h}{2h}}\left(\Delta _{h}^{2}[f](a)+\cdots \right)\right)\\&=f(a)+\sum _{k=1}^{n}{\frac {\Delta _{h}^{k}[f](a)}{k!h^{k}}}\prod _{i=0}^{k-1}((x-a)-ih)\\\end{aligned}}}
這成立於任何多項式函數和大多數但非全部解析函數。

### 無窮級數
牛頓在1665年得出並在1671年寫的《流數法》中發表了{\displaystyle \ln(1+x)}的無窮級數，在1666年得出了{\displaystyle \arcsin(x)}和{\displaystyle \arctan(x)}的無窮級數，在1669年的《分析學》中發表了{\displaystyle \sin(x)}、{\displaystyle \cos(x)}、{\displaystyle \arcsin(x)}和{\displaystyle e^{x}}的無窮級數；萊布尼茨在1673年大概也得出了{\displaystyle \sin(x)}、{\displaystyle \cos(x)}和{\displaystyle \arctan(x)}的無窮級數。布魯克·泰勒在1715年著作《Methodus Incrementorum Directa et Inversa （页面存档备份，存于）》中研討了有限差分法，其中論述了他在1712年得出的泰勒定理，這個成果此前詹姆斯·格雷果里在1670年和萊布尼茨在1673年已經得出，而約翰·伯努利在1694年已經在《教師學報》發表。
他對牛頓的均差分的步長取趨於{\displaystyle 0}的極限，得出：
{\displaystyle {\begin{aligned}f(x)&=f(a)+\lim _{h\to 0}\sum _{k=1}^{\infty }{\frac {\Delta _{h}^{k}[f](a)}{k!h^{k}}}\prod _{i=0}^{k-1}((x-a)-ih)\\&=f(a)+\sum _{k=1}^{\infty }{\frac {d^{k}}{dx^{k}}}f(a){\frac {(x-a)^{k}}{k!}}\\\end{aligned}}}